# Lennart Bergelin
Sven Lennart Bergelin (Alingsås, 10 de junio de 1925 – Estocolmo, 4 de noviembre de 2008) fue un tenista y entrenador sueco. Como tenista con el equipo del AIK, Bergelin ganó nueve títulos de Suecia entre 1945 y 1955 y el Torneo de Roland Garros de 1948. Bergelin es conocido por entrenar a Björn Borg entre 1971 y 1983, ayudándole a ganar 11 torneos del Grand Slam. Bergelin también fue el capitán del primer título de la Copa Davis.

## Carrera
En los diez años de carrera, entre 1946 y 1955, Bergelin estuvo clasificado en el top 10 de mejores tenistas amateurs del mundo. Ganó 20 títulos nacionales (9 individuales y 11 dobles) y se convirtió en el primer tenista sueco en ganar un título de Grand Slam. Fue el título de dobles del Torneo de Roland Garros de 1948 junto a Jaroslav Drobný. Bergelin jugó 89 partidos de la Copa Davis ganado 63 de ellos. Su último partido en la Copa Davos fue cuando contaba con 40 años, junto a Jan-Erik Lundqvist. Entre 1971 y 1976, Bergelin fue el capitán del equipo de Copa Davis de Suecia y en 1975 llevó a los suecos a la victoria de la Copa Davis ante Checoslovaquia.

## Carrera como entrenador
Entre 1974 y 1981, entrenó a Björn Borg. Gracias a su ayuda, Borg ganó 11 Grand Slams (6 Roland Garros y 5 Wimbledons) de 16 finalesmhecho que le convertiría en ser el primer tenista en superar la barrera de los diez títulos de la era moderna. Además, fue el primer jugador de la Era Abierta en ganar tres majors sin perder un solo set. Además, a día de hoy, su protegido todavía posee varios records: ganando 41 sets consecutivos en el Abierto de Francia (1979-1981) y estando invicto durante 41 partidos consecutivos en Wimbledon (1976-1981).

## Muerte
Bergelin moriría en 2008 a causa de problemas del corazón en un hospital de Estocolmo.

## Torneos de Grand Slam

### Campeón Dobles
| Año  | Torneo             | Pareja          | Oponentes en la final        | Resultado     |
| 1948 | Campeonato Francés | Jaroslav Drobný | Harry Hopman / Frank Sedgman | 8-6 6-1 12-10 |